# Seloboro
Seloboro is een bestuurslaag in het regentschap Magelang van de provincie Midden-Java, Indonesië. Seloboro telt 2161 inwoners (volkstelling 2010).